# Maybelline
«Maybelline New York» («Ме́йбеллин Нью-Йорк») — косметический бренд, в настоящее время принадлежит компании L’Oréal.

## История
Компания «Maybelline» создана американским бизнесменом Т. Л. Вильямсом в 1915 году. На втором десятке лет Вильямс заметил, как его младшая сестра Мейбел (англ. Mabel) прикладывает смесь из вазелина и угольной пыли к ресницам, чтобы сделать их более тёмными. В этот момент Вильямсу пришла идея о создании косметического продукта для акцентирования глаз. Однако его попытка самостоятельного создания смеси не увенчалась успехом, и поэтому он поручил данную задачу фармацевтической компании Parke-Davis, после чего продал произведенную смесь под названием «Lash-Brow-Ine». Несмотря на то, что продукт стал местным хитом, непривлекательное название отпугивало новых покупателей. Тогда Вильямс переименовал его в «Мейбеллин», (англ. Maybelline, от Mabel и vaseline). По другой версии первую тушь Вильямс создал специально для Мейбел и именно она помогла девушке очаровать своего жениха. Соответственно, название данного косметического продукта содержало часть имени сестры создателя и именно под этим названием «Maybelline» достигла своего легендарного статуса в области косметики. В 1917 году компания выпускает тушь для ресниц, «первую современную косметику для глаз на каждый день» (англ. the first modern eye cosmetic for everyday use), а в 1960-х — «Ultra Lash», с водостойкой формулой в футляре с дозатором — первую жидкую тушь в карандашном футляре со спиральной щеточкой-аппликатором.
В 1967 году Т. Л. Вильямс продаёт компанию во владение «Plough, Inc.» (сейчас Schering-Plough) в Мемфисе. Целая фабрика по производству косметики перенесена из Чикаго в Мемфис всего лишь за одни выходные. В 1975 компания переносит фабрику в Литл-Рок, Арканзас, где она расположена до сих пор. В 1990 году «Schering-Plough» продаёт «Maybelline» Нью-Йоркской инвестиционной фирме «Wasserstein Perella». Штаб-квартира «Maybelline» остаётся в Мемфисе до очередной перепродажи в 1996, когда штаб-квартиру переносят в Нью-Йорк.
Большим плюсом для компании стало решение принять на должность координатора моды (англ. beauty fashion coordinator) звезду популярного американского телесериала «Чудо-женщина» Линду Картер; она также снялась в нескольких телевизионных и печатных рекламах «Maybelline». Такие люди как Кристи Тарлингтон, Джози Маран, Адриана Лима, Миранда Керр, Сара Мишель Геллар, Мелина Канакаредес, Чжан Цзыи, Фаша Сандха, и Кристин Дэвис поддерживали продукты «Maybelline». Сейчас лицами компании являются Кристи Тарлингтон, Юлия Штегнер, Джессика Уайт, Эрин Уоссон, Эмили Ди Донато, Адриана Лима .
В 1991 году компания приняла современный слоган «Maybe She’s Born With It. Maybe It’s Maybelline» («Может, она родилась с этим. Может, это Мейбеллин»). В 1996 году выкуплена компанией L’Oréal, что предоставило последней доступ к обширному потребительскому рынку косметики.